# Morning Musume
Morning Musume (モーニング娘。 Mōningu Musume.?) este o trupă japoneză de muzică pop (J-pop), care a fost formată în Tokyo în anul 1997. Trupa face parte din Hello! Project. Trupa a lansat mai multe albume și melodii pe care au devenit mai mult melodii. În ianuarie 1998, trupa a lansat primul single, intitulat "Morning Coffee".